# Sky Alps
Sky Alps er et italiensk flyselskab som driver flyvninger fra Bolzano Lufthavn i provinsen Sydtyrol. Selskabet blev grundlagt i 2021 og har mere end 20 destinationer.